# 法妥珠单抗
法妥珠单抗（INN：farletuzumab；开发代号：MORAb-003），或译法乐妥珠单抗，是一种IgG1/κ的人源化单克隆抗体，正在研究用于治疗卵巢癌。
该药物由Morphotek公司开发。
它靶向叶酸受体α（FRα），该受体在某些癌症中过度表达，例如上皮性卵巢癌（EOC）和非小细胞肺癌。

## 作用机制
法妥珠单抗使用以下作用机制：
- 抗体依赖性细胞毒性
- 补体依赖性细胞毒性
- 抑制FRα和Lyn激酶之间的相互作用
- 诱导与自噬相关的细胞死亡

## 不良反应
常见的不良反应包括过敏反应、发烧、发冷、头痛、疲劳和腹泻。